# حليوة
حليوة (مواليد سنة 1996) (7LIWA) واسمه الحقيقي إيهاب إقبال (ولد في الدار البيضاء) هو مغني راب مغربي، بدأ مشوراه منذ سنة 2013 بأغاني خلقت الحدث أبرزها «الضحك تقادا»، «بطل العالم»، «موسيقى الشيطان» و «ولد فاطمة». لكن طريق الشهرة ستعبد له سنة 2016 بكليب أغنية «نيك دي تي» (NIK DT) ثم أغاني مثل "Adidas" و"HARIBO".
أثار حليوة إعجاب وانتقاد الكثير من الشباب وعشاق الراب المغربي بسبب أسلوبه الغنائي السريع وجرءته اللاذعة من جهة وكليباته العنيفة وكلماته النابية من جهة أخرى ما جعله عرضة لوابل من الانتقادات والهجوم من بعض مغني الراب المغاربة.
كان لدى حليوة مناوشات قديمة مع مغني الراب الجزائري ديدين كانون 16 مما ادى الى اشتعال بيف بين مغنيي الراب الجزائريين ومغنيي الراب المغاربة في عام 2021

## أعماله
- 2012 : «كتابي باكي».
- 2013 : «الضحك تقادا»
- 2013 : «بطل العالم»
- 2014 : «موسيقة الشيطان»
- 2015 : «ولد فاطمة»
- 2016 : «نيك دي تي»
- 2016 : "77" مع 7-TOUN & THE WIND
- 2016 : "Gonzales" مع الرابر لارتيست
- 2017 : "MIMI"
- 2018 : "MI AMOUR"
- 2018 :"yema"
- 2018:"toto riina"
- 2018 :"57kg"
- 2021: didin cartoon